# Museu do Neon

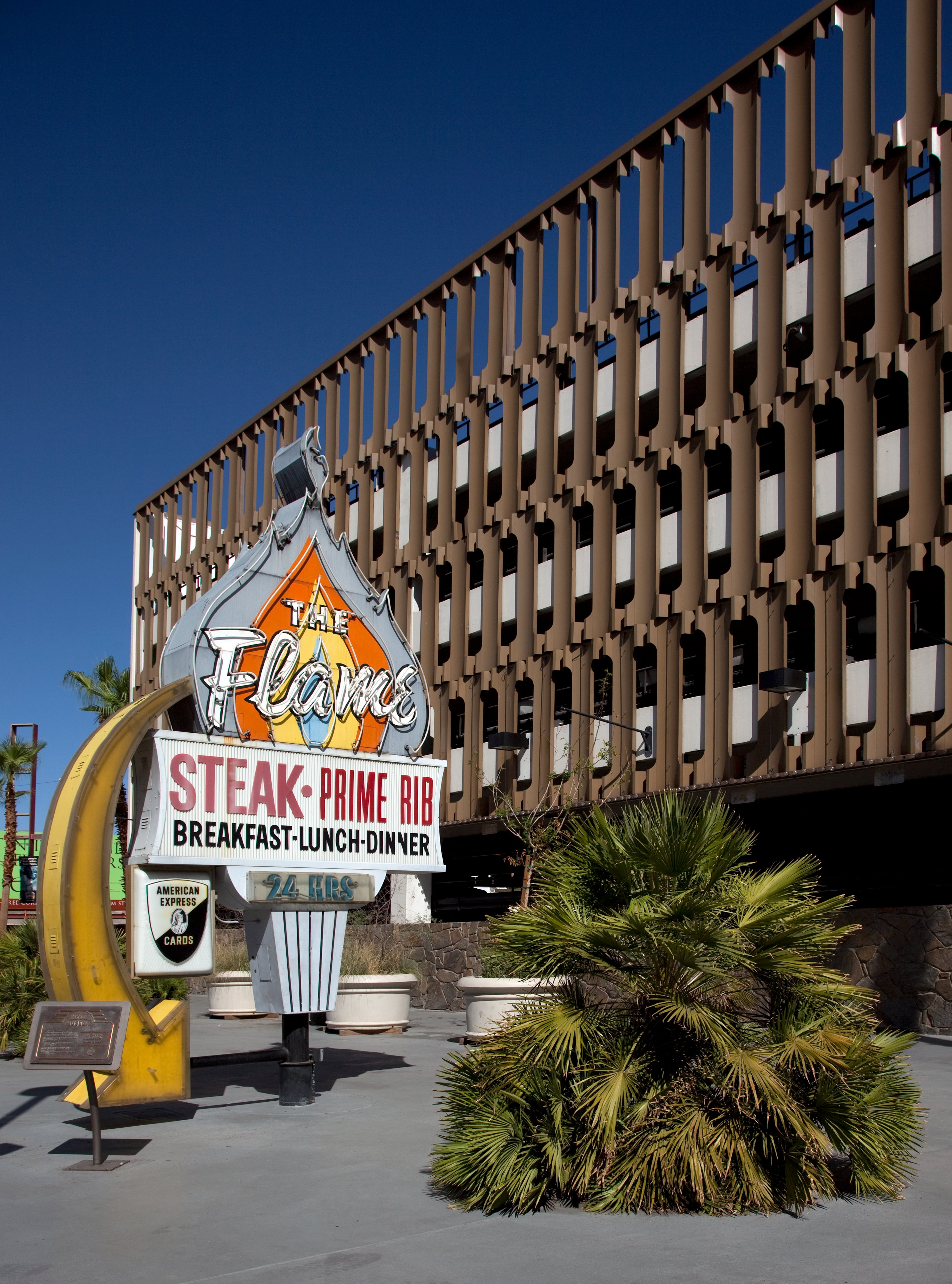
Uma placa da coleção do museu, exibida na praça ao lado do Neonopolis

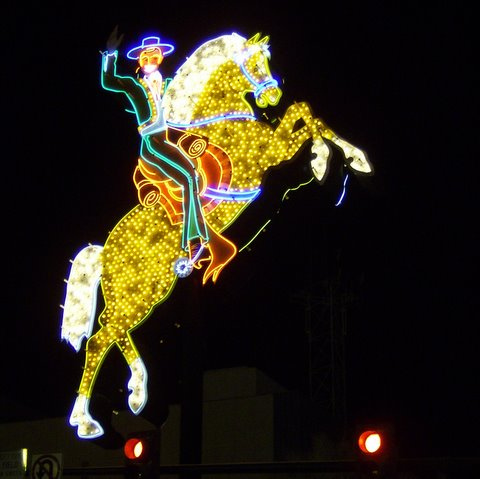
Cavalo e o cavaleiro da Hacienda Resort

O Museu do Neon, em Las Vegas, Nevada, Estados Unidos, apresenta placas de antigos cassinos e de outros negócios exibidos ao ar livre por mais de seis acres (2,4 hectares). O museu apresenta um escudo do átrio restaurado da extinta La Concha Motel como seu centro de visitantes, que abriu oficialmente em 27 de outubro de 2012.
Por muitos anos, a Young Electric Sign Company (YESCO) guarda muitas destas antigas placas no seu "cemitério". As placas foram aos poucos sendo destruídas pela exposição aos elementos. O museu está lentamente restaurando as placas e colocando-as em volta da Fremont Street Experience (FSE).
As placas são consideradas pelos habitantes de Las Vegas, donos de empresas e organizações governamentais de ser não apenas artisticamente, mas também historicamente significativas à cultura da cidade. Cada uma das placas restauradas na coleção detém uma história a respeito de quem a criou e por que é importante.

## História
O Museu do Neon foi fundado em 1996, em parceria entre o Conselho de Artes Aliados do sul de Nevada e a cidade de Las Vegas. Atualmente, é uma organização independente sem fins lucrativos. O Museu do Neon mantém placas restauradas ao longo da Fremont Street Experience, assim como as placas da coleção de Boneyard.
Localizado na Las Vegas Boulevard e Bonanza, o Museu do Neon inclui um novo parque. O museu está aberto todos os dias a partir das 3:00 p.m. até as 11:00 p.m.
Em novembro de 1996: o Museu do Neon na Fremont Street Experience abre com o símbolo Hacienda Horse & Rider, sendo iluminado na interseção de Las Vegas Boulevard e Fremont Street.
Em 24 de janeiro de 2006, a placa original do Hotel Sahara e Cassino de 80 pés (24 metros) de altura foi doada ao museu.
O Museu do Neon, recentemente, restaurou três placas à mediana, incluindo a famosa Silver Slipper. O Neon Boneyard City Park (próximo ao museu) instalou sua placa baseada nas peças mantidas na coleção e abrirá em breve. O museu também recentemente acolheu a placa do Moulin Rouge Hotel e está restaurando o átrio histórico de La Concha para servir como edifício do museu.

## Placas restauradas
O Museu do Neon mantém doze placas restauradas por toda a parte do centro da cidade de Las Vegas. Algumas podem ser vistas a pé nas trilhas autoguiadas através da Fremont Street Experience. As outras três foram adicionadas nos últimos anos com a mediana de Las Vegas Boulevard em frente ao final do local para o próprio Museu do Neon.

## Cemitério
O Museu do Neon está localizado em Las Las Vegas Boulevard e na estrada Bonanza, do outro lado da rua do centro de Cashman e junto ao corredor do centro da cidade de Las Vegas. O cemitério conserva mais de cento e cinquenta placas de neón da área de Nevada. Embora o núcleo da coleção seja do antigo Yesco Boneyard, as doações privadas e empréstimos têm se expandido da coleção ao tamanho atual. Peças no cemitério incluem as placas do Moulin Rouge Hotel, do Stardust, do Desert Inn e do Caesars Palace, assim como muitos outros. O museu também abriga esculturas de fibra de vidro, incluindo uma caveira gigante do Treasure Island Hotel e Casino, entre outros.

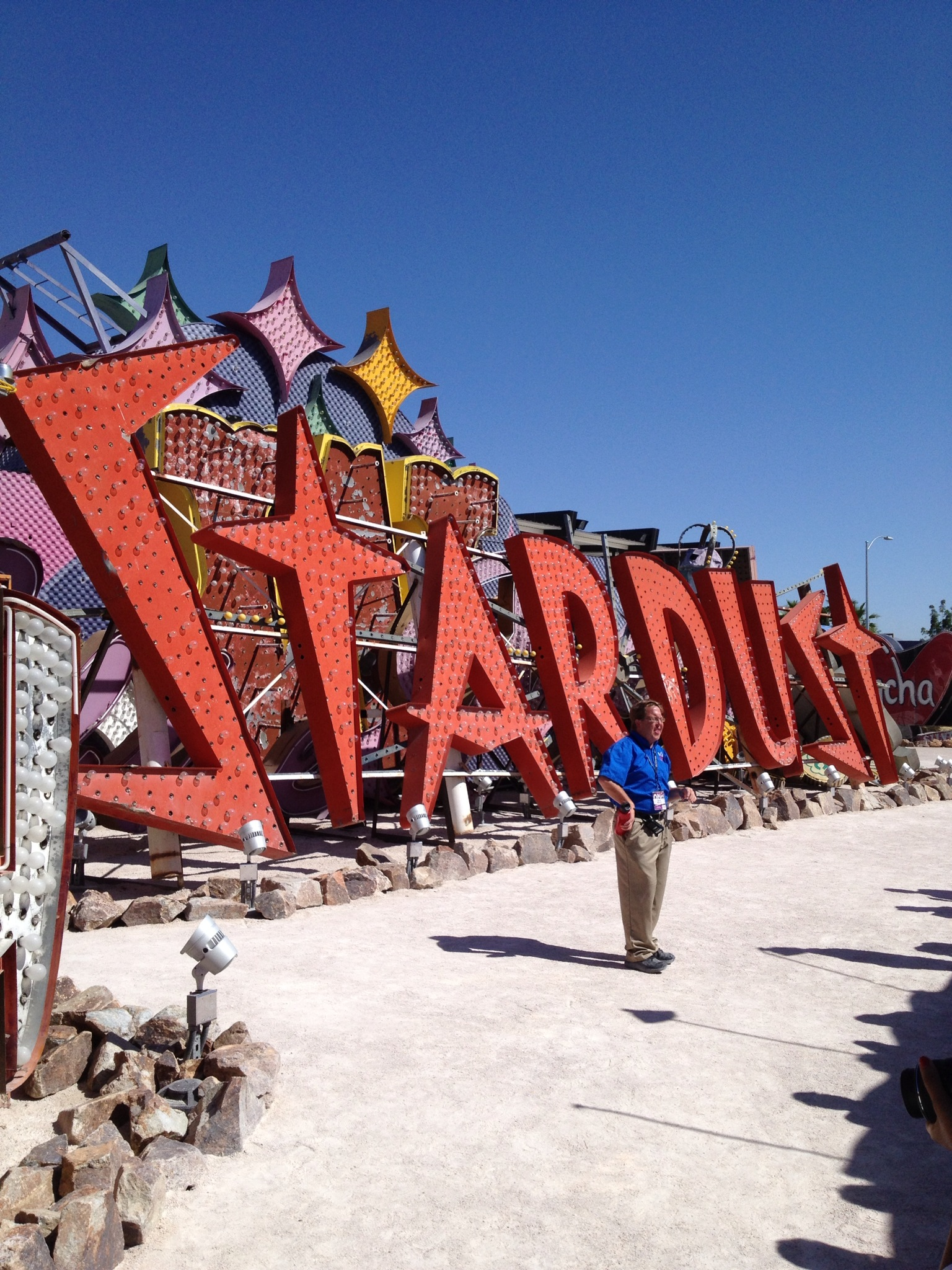
Placa de Stardust
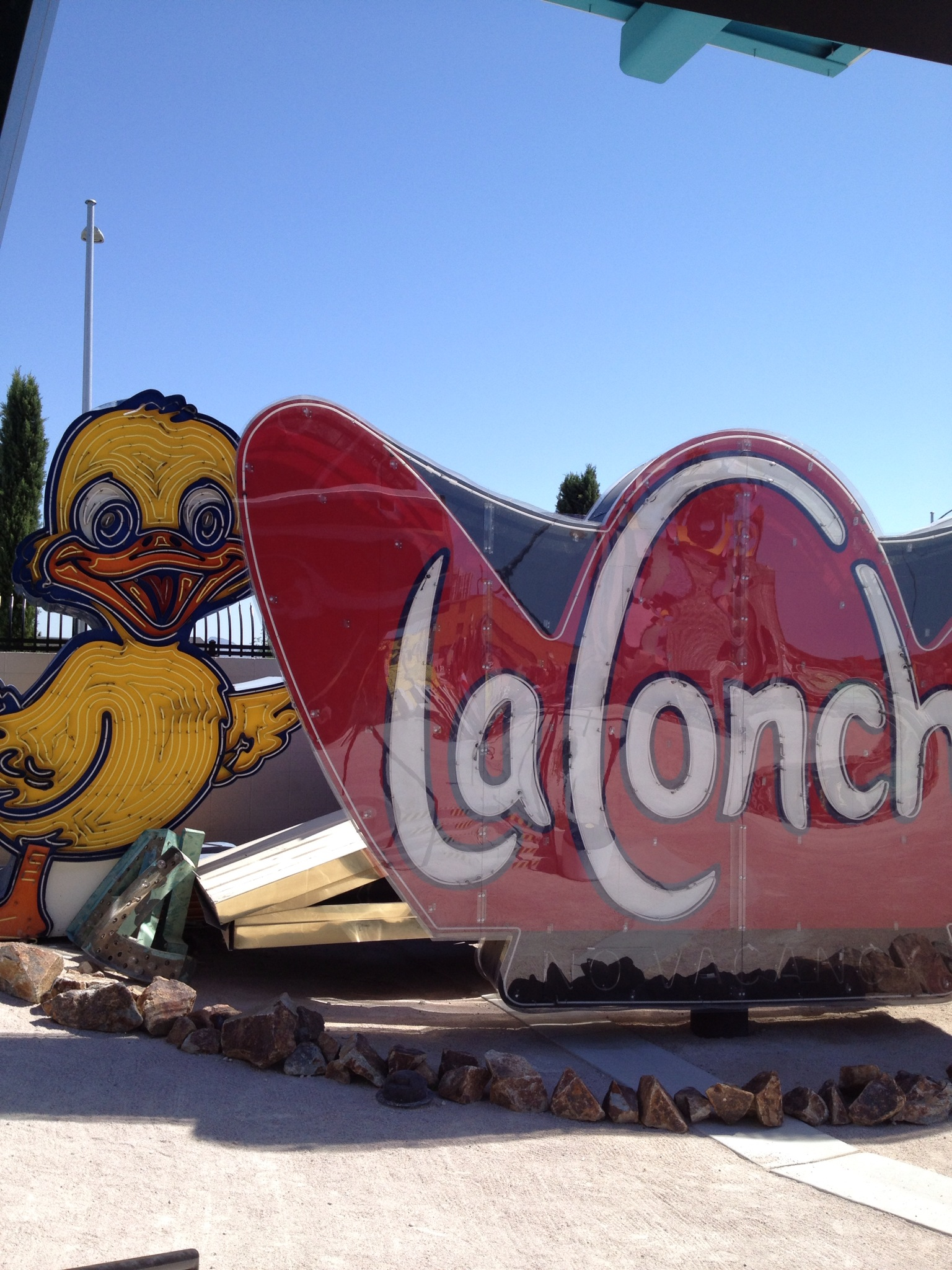
Duas placas do cemitério